# Jarmila Nygrýnová
Jarmila Nygrýnová-Strejčková, née le 15 février 1953 et décédée le 5 janvier 1999, était une athlète tchécoslovaque qui pratiquait le saut en longueur. 
Elle a remporté six médailles aux championnats d'Europe d'athlétisme en salle et une en plein air, c'était en 1978.

## Palmarès

### Jeux olympiques d'été
- Jeux olympiques d'été de 1972 à Munich ( Allemagne de l'Ouest)
  - 12e au saut en longueur
- Jeux olympiques d'été de 1976 à Montréal ( Canada)
  - 6e au saut en longueur
- Jeux olympiques d'été de 1980 à Moscou ( Union soviétique)
  - 6e au saut en longueur

### Championnats du monde d'athlétisme
- Championnats du monde d'athlétisme de 1983 à Helsinki ( Finlande)
  - 10e au saut en longueur
  - 8e en relais 4 × 100 m

### Championnats d'Europe d'athlétisme
- Championnats d'Europe d'athlétisme de 1978 à Prague ( Tchécoslovaquie)
  -  Médaille de bronze au saut en longueur

### Championnats d'Europe d'athlétisme en salle
- Championnats d'Europe d'athlétisme en salle de 1972 à Grenoble ( France)
  -  Médaille de bronze au saut en longueur
- Championnats d'Europe d'athlétisme en salle de 1973 à Rotterdam ( Pays-Bas)
  -  Médaille d'argent au saut en longueur
- Championnats d'Europe d'athlétisme en salle de 1974 à Göteborg ( Suède)
  - 4e au saut en longueur
- Championnats d'Europe d'athlétisme en salle de 1975 à Katowice ( Pologne)
  - 4e au saut en longueur
- Championnats d'Europe d'athlétisme en salle de 1976 à Munich ( Allemagne de l'Ouest)
  -  Médaille d'argent au saut en longueur
- Championnats d'Europe d'athlétisme en salle de 1977 à Saint-Sébastien ( Espagne)
  -  Médaille d'or au saut en longueur
- Championnats d'Europe d'athlétisme en salle de 1978 à Milan ( Italie)
  -  Médaille d'or au saut en longueur
- Championnats d'Europe d'athlétisme en salle de 1979 à Vienne ( Autriche)
  -  Médaille d'argent au saut en longueur

### Universiades
- Universiades de 1975 à Rome ( Italie)
  -  Médaille d'or au saut en longueur
- Universiades de 1977 à Sofia ( Bulgarie)
  -  Médaille d'argent au saut en longueur